# 203
| 203                |
| ------------------ |
| Dødsfald - Fødsler |
|                    |

| Gregoriansk kalender | 203 CCIII               |
| Ab urbe condita      | 956                     |
| Armensk kalender     | I/T                     |
| Kinesiske kalender   | 2899 – 2900 壬午 – 癸未 |
| Etiopisk kalender    | 195 – 196               |
| Jødisk kalender      | 3963 – 3964             |
| Hindukalendere       |                         |
| - Vikram Samvat      | 258 – 259               |
| - Shaka Samvat       | 125 – 126               |
| - Kali Yuga          | 3304 – 3305             |
| Iransk kalender      | 419 BP – 418 BP         |
| Islamisk kalender    | 432 BH – 431 BH         |

Se også 203 (tal)